# Ferro-ferri-tschermakite
La ferro-ferri-tschermakite è un minerale ipotetico, un anfibolo appartenente al sottogruppo degli anfiboli di calcio.
I minerali ipotetici sono nomi assegnati dall'IMA ai termini di una serie non ancora trovati in natura oppure a sostanze artificiali per cui si presume anche l'esistenza in natura. Nel caso specifico, in seguito alla revisione della nomenclatura degli anfiboli del 2012 (IMA 2012) è cambiata la definizione del minerale e non è stato ancora completato il processo di riconoscimento ufficiale di una specie che risponda alla definizione più recente.
Questo minerale è stato definito nell'ambito della nomenclatura degli anfiboli del 1978 con il nome di ferro-ferri-tschermakite. Con la revisione della nomenclatura del 1997 (IMA 1997) è stato ridefinito ed il nome è stato cambiato in ferri-ferrotschermakite e classificato come appartenente al gruppo degli anfiboli calcici.